# Johann Michael von Bock
Johann Michael von Bock (von Pokrziwnicki ab 1775 von Bock, * 1743 auf Frankenau; † 1812) war ein preußischer Generalmajor.

## Leben
Bock kam am 4. Juni 1757 als Kadett nach Berlin. Am 27. Januar 1759 wurde er als Gefreitenkorporal im Infanterieregiments „von Bornstedt“ der Preußischen Armee angestellt. Während des Siebenjährigen Krieges kämpfte er in den Schlachten bei Liegnitz, Torgau, Freiberg und bei der Belagerung von Dresden. In Torgau wurde er verwundet und am 4. Januar 1762 zum Fähnrich befördert.
Bis Ende März 1778 avancierte Bock zum Stabskapitän, nahm 1778/79 am Bayerischen Erbfolgekrieg teil und zeichnete sich im Gefecht bei Meißnick aus. Am 3. August 1779 stieg er zum Hauptmann und Kompaniechef auf. In den folgenden Jahren avancierte Bock weiter und wurde als Oberst schließlich am 23. November 1800 zum Regimentskommandeur ernannt. Da seine Kräfte nachließen, erhielt er am 8. Dezember 1803 seine Demission als Generalmajor mit einer Pension von 800 Talern. Er starb 1812 ohne Nachkommen.